# Cooleeney
Cooleeney es un tipo de queso suave elaborado de la leche de vaca. El queso es producido en Irlanda, y tiene algo de humedad ya que se comercializa con los propios jugos de sus elaboración, posee una textura cremosa con vegetales, sabor a setas. La forma comercial es de pequeñas tortas de 25 a 30 cm de diámetro. El queso es muy popular entre los turistas que visitan Irlanda.